# Martin Rettl
Martin Rettl (ur. 25 listopada 1973 w Innsbrucku) – austriacki skeletonista, srebrny medalista olimpijski.

## Kariera
Skeletonistą został w 1989 roku. Pierwszy sukces w karierze osiągnął w 2001 roku, kiedy zdobył złoty medal na mistrzostwach świata w Calgary. W zawodach tych wyprzedził Kanadyjczyka Jeffa Paina i Lincolna DeWitta z USA. Na rozgrywanych rok później igrzyskach olimpijskich w Salt Lake City Austriak wywalczył srebrny medal. Zawody wygrał Amerykanin Jimmy Shea, a trzecie miejsce zajął Gregor Stähli ze Szwajcarii. Na rozgrywanych cztery lata później igrzyskach w Turynie był trzynasty. Zajął też między innymi piąte miejsce na mistrzostwach Europy w Sankt Moritz w 2003 roku i rozgrywanych trzy lata później mistrzostwach Europy w tej samej miejscowości. Kilkukrotnie stawał na podium zawodów Pucharu Świata, jednak nigdy nie zwyciężył. Najlepsze wyniki osiągnął w sezonie 2001/2002, kiedy zajął trzecie miejsce w klasyfikacji generalnej.